# Mark Carney
Mark Joseph Carney, kanadski politik, * 16. marec 1965, Forth Smith, Severozahodna ozemlja, Kanada. 
Je kanadski politik in ekonomist,  ki od marca 2025 opravlja funkcijo 24. predsednika vlade Kanade in vodje kanadske Liberalne stranke. Pred tem je bil osmi guverner Banke Kanade (2008–2013) in 120. guverner Banke Anglije (2013–2020).
Carney se je rodil v Fort Smithu v Severozahodnih ozemljih in odraščal v Edmontonu v Alberti. Leta 1988 je diplomiral iz ekonomije na Univerzi Harvard, nato pa nadaljeval študij na Univerzi v Oxfordu, kjer je leta 1993  pridobil magistrski, leta 1995 pa doktorski naziv. Preden se je leta 2003 pridružil kanadski centralni banki kot namestnik guvernerja, je opravljal različne funkcije v investicijski banki Goldman Sachs. Leta 2004 je bil imenovan za višjega namestnika ministra na kanadskem ministrstvu za finance. Leta 2007 je postal guverner Banke Kanade in bil odgovoren za monetarno politiko države med svetovno finančno krizo. Leta 2013 je postal guverner Banke Anglije, kjer je usmerjal odziv britanske centralne banke na brexit in zgodnjo fazo pandemije covida-19.
Po odhodu iz Centralne banke je Carney opravljal funkcijo predsednika in vodje za naložbe z družbenim učinkom Brookfield Asset Management ter predsednika upravnega odbora Bloomberg LP.  Poleg tega je bil imenovan za posebnega odposlanca Združenih narodov (ZN) za podnebne ukrepe in finance. Med pandemijo covida-19 je deloval kot neformalni svetovalec kanadskega premierja Justina Trudeauja, septembra 2024 je postal predsednik delovne skupine Liberalne stranke za gospodarsko rast. V začetku leta 2025  je napovedal kandidaturo za vodjo Liberalne stranke Kanade in marca dosegel prepričljivo zmago, tako kot je slavil s svojo stranko na parlamentarnih volitvah konec aprila tega leta.

## Osebno življenje
Ženo Diano Fox, britansko ekonomistko, specializirano za države v razvoju, je Carney spoznal na Univerzi v Oxfordu. Aktivna je na področju okoljevarstvenih in družbenih zadev. Poročila sta se julija 1994, ko je Carney zaključeval doktorsko disertacijo. Imata štiri otroke. Preden sta se preselila v Ottawo, sta živela v Torontu, ter se leta 2013 preselila v London. Po koncu mandata v Banki Anglije leta 2020 so se vrnili v Ottawo. 
Carney govori nekaj francoščine. Poleg kanadskega ima tudi irsko in britansko državljanstvo. Leta 2025 je razkril, da je v postopku odpovedovanja irskemu in britanskemu državljanstvu. Ima daljne sorodnike v Liverpoolu in je navijač nogometnega kluba Everton FC. Poleg tega navija za hokejski klub Edmonton Oilers in nogometno ekipo Edmonton Elks. Leta 2015 je pretekel Londonski maraton v času 03:31:22, kar je bilo 17 minut hitreje od njegovega časa na maratonu v Ottawi leta 2011.
Carney je katolik. Leta 2015 ga je The Tablet imenoval za najvplivnejšega katolika v Veliki Britaniji.